# Edyth Carter Beveridge
Edyth Gertrude Carter Beveridge (c. 1862 - 29 de agosto de 1927) fue una fotoperiodista estadounidense. 

## Trayectoria
Beveridge documentó la vida en Richmond, Virginia, de principios del siglo XX. Se formó en la academia de Lillie Logan en dicha ciudad.
A lo largo de la década de 1890 trabajó haciendo fotografías para los periódicos locales Richmond News y el Richmond Times. Beveridge comenzó a escribir los artículos que acompañaban a sus fotografías. Más adelante hizo también ensayos fotográficos para Ladies' Home Journal, The Century Magazine, Harper's Weekly y Collier's.
Su trabajo se encuentra en la Biblioteca del Congreso, así como en la Sociedad Histórica de Virginia.

## Galería

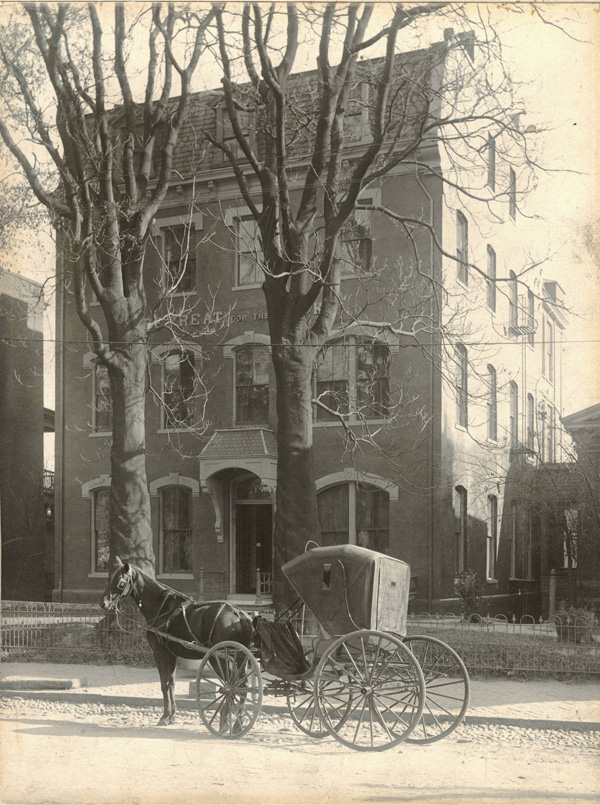
Hospital de retiro original, Richmond, Virginia1883
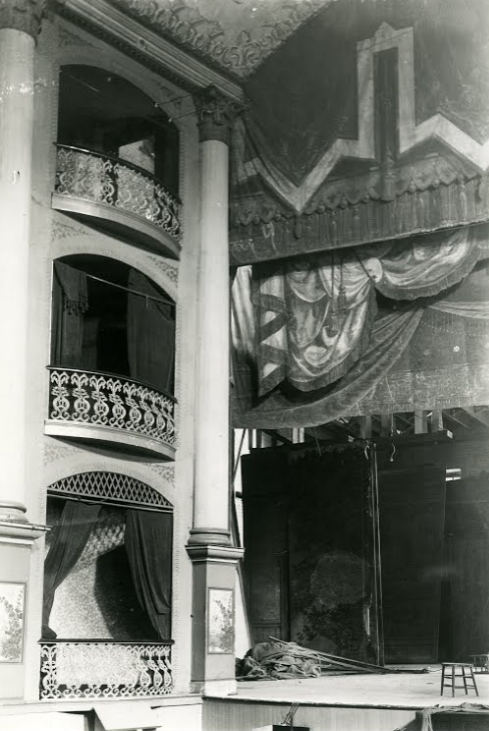
Interior del Teatro Richmond, 1890
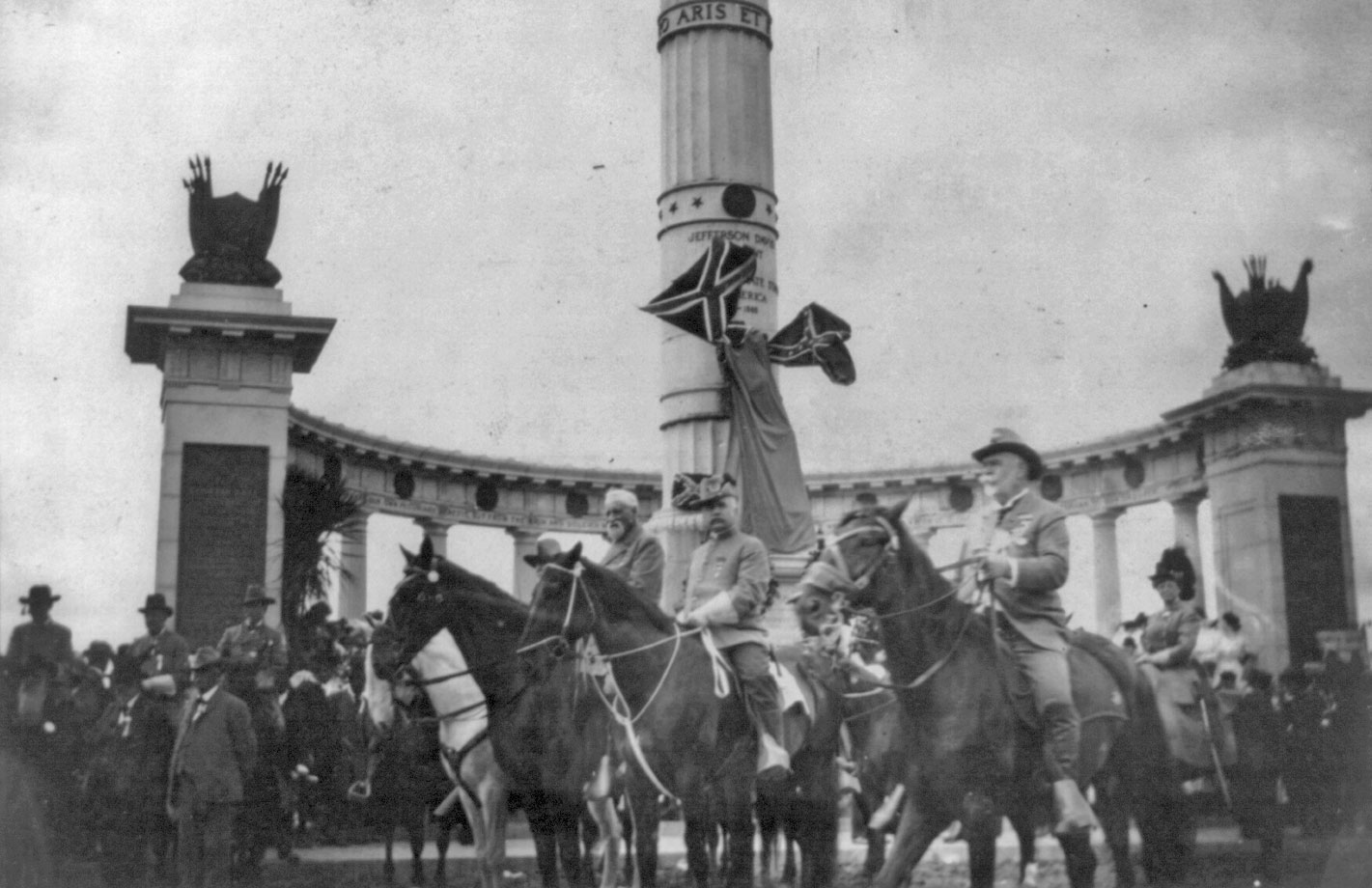
Desfile de la reunión confederada Richmond, 1907